# Crochê
Crochê ou croché (crochet, francês: [kʁɔʃɛ]) é o processo de criação de tecidos usando a agulha de crochê e algum fio contínuo, normalmente, lã, fio de algodão, seda etc, mas também pode se usar arame, barbante ou outro material inovador.

## Etimologia
A palavra crochê é derivada do francês antigo crochet , um diminutivo de croche, por sua vez, das línguas  germânicas croc , ambos significando "gancho" Foi usado na produção francesa de renda do século XVII, onde o termo "crochetage" designava um ponto usado para unir peças separadas de renda. A palavra "crochet" subseqüentemente passou a descrever o tipo específico de tecido e a agulha de gancho usada para produzi-lo.

## Origem
Segundo Lis Paludan existe a teoria de que o crochê teve a sua origem na Arábia. Outra hipótese que esta autora apresenta, e talvez a mais provável, é a de que o crochê teve a sua origem na confecção de bonecas na China. Mais tarde viria a espalhar-se através do Tibete para o mediterrâneo.
As primeiras instruções publicadas conhecidas para crochê, usando explicitamente esse termo para descrever o trabalho em seu sentido atual, apareceram na revista holandesa Penélopé em 1823, incluindo uma gravura colorida mostrando cinco estilos de bolsa, dos quais três para serem confeccionados com fios de seda. A primeira é o "crochê aberto simples " (crochet simple ajour ), uma malha de arcos de ponto em corrente. A segundo começa em uma forma semi-aberta (demi jour ), onde arcos de ponto de corrente alternam-se com segmentos igualmente longos de crochê deslizante  e que fecham com uma estrela feita com "pontos de crochê duplo  (dubbelde hekelsteek: "ponto alto").
A referência mais antiga datada, em inglês, são roupas feitas de tecido produzido por laços de fios feitos com gancho - tricô de pastor - aparece em  As memórias de uma senhora das montanhas , de Elizabeth Grant (1797–1830). O diário, em si, é datado de 1812, mas não foi gravado em sua forma publicada posteriormente até algum momento entre 1845 e 1867, e a data real da publicação foi primeiramente em 1898. No entanto, o volume de 1833 da revista Penélopé descreve e ilustra um gancho de pastor e recomenda seu uso para crochê com fios mais grossos.
Em 1444, um dos numerosos livros sobre o crochê que começaram a aparecer na década de 1840 afirma que "As agulhas de crochê, às vezes chamadas de "ganchos de pastor", são feitas de aço, marfim ou madeira. Elas têm um gancho em uma extremidade, de forma semelhante a um anzol, pelo qual a lã ou a seda é capturada e puxada através do trabalho. Estes instrumentos podem ser encontrados em vários tamanhos...
Dois anos depois, o mesmo autor escreve "Crochê, —uma espécie de tricô originalmente praticada pelos camponeses na Escócia, com uma pequena agulha com gancho chamada gancho de pastor, - nos últimos sete anos, auxiliada pelo bom gosto e pela moda, obteve preferência sobre todas as outras obras ornamentais de natureza semelhante. Deriva seu nome atual do francês; o instrumento com o qual é trabalhado sendo por eles, de sua forma torta, denominado 'crochê'. Esta arte atingiu seu mais alto grau de perfeição na Inglaterra, de onde então se introduziu na França e na Alemanha, e ambos os países, embora injustificadamente, reivindicaram a invenção".
Um livro de instruções de 1846 descreve Pastor ou crochê simples como o que atualmente é chamado de ponto de crochê simples ponto deslizante. It similarly equates "Double" and "French crochet".
Não obstante a afirmação categórica de origem puramente britânica, há evidências sólidas de uma conexão entre o bordado de tambor francês e o crochê. O bordado de tambor francês foi ilustrado em detalhes em 1763 na  Encyclopédie de Diderot. A ponta da agulha mostrada é indistinguível da de uma agulha de crochê que se encontra atualmente e o ponto de corrente separado de um suporte de tecido é um elemento fundamental dessa última técnica. As instruções de 1823 na Penélopé afirmam inequivocamente que a ferramenta do tambor foi usada para fazer crochê e o primeiro livro de instruções da década de 1840 usa os termos  tambour e  crochet  como sinônimos. This equivalence is retained in the 4th edition of that work, 1847.
Em 1800, a francesa Éléonore Riego de la Branchardière desenhou padrões que podiam ser facilmente duplicados e publicou em livros para que outras pessoas pudessem copiar os desenhos.

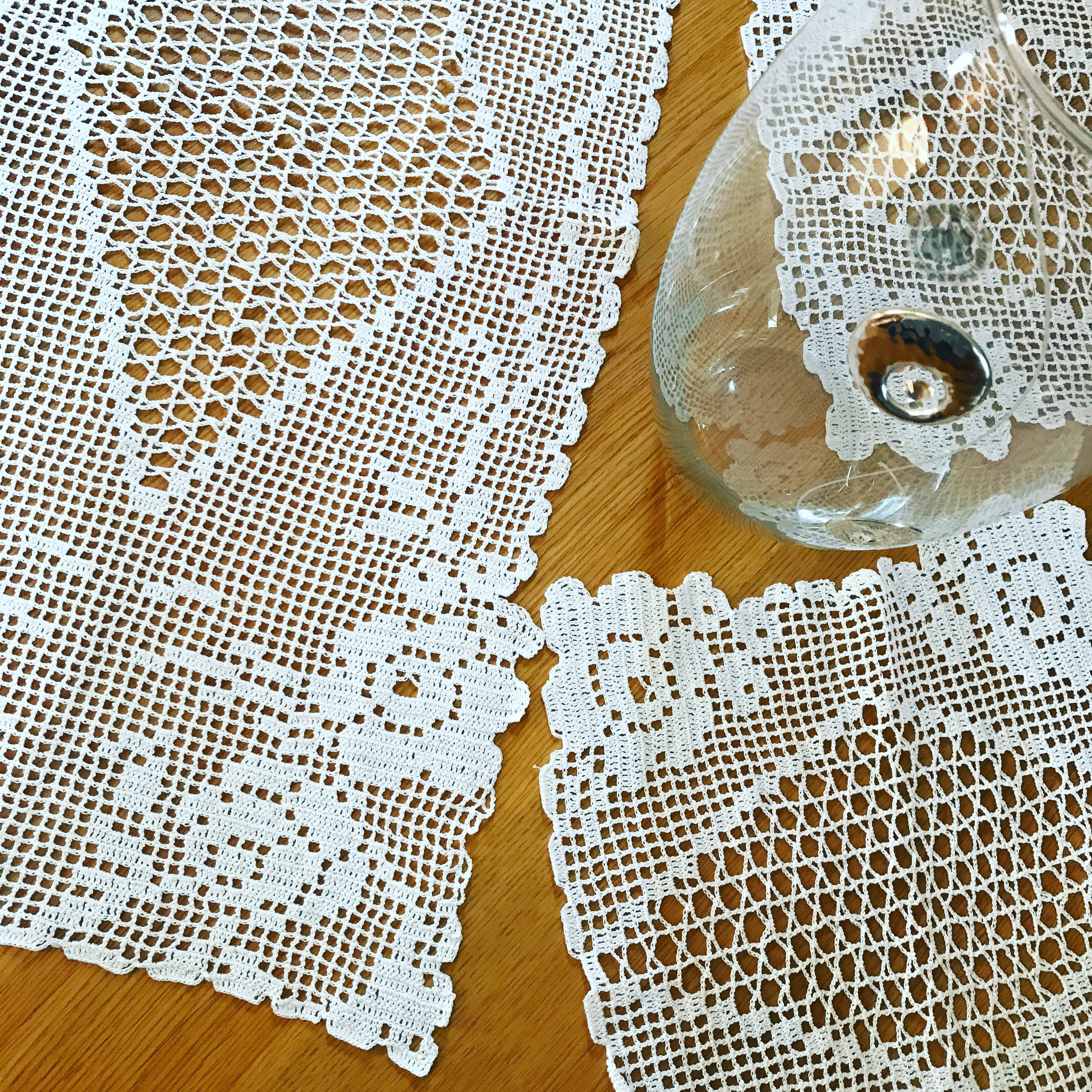
Toalhas de crochê filé

| Variedades de crochê Crochê filet O crochê filé consiste em um trabalho plano e geométrico, usando somente os pontos corrente e ponto alto para formar uma rede (filé ou filet ), é um trabalho inspirado no Filet Brodé ( bordado filé ) [ 18 ] que é feito sobre uma rede previamente tecida que então é preenchida com pontos para formar padrões de flores, animais etc. [ 19 ] O crochê filé consiste de pontos altos entremeados com ponto corrente para obter quadrados vazios ☐, e de grupos de pontos altos para obter quadrados cheios ou preenchidos ☒, os trabalhos em filé são descritos através de gráficos ou esquemas. [ 20 ] Exemplo de gráfico de crochê filé: ☐☒☒☐☒☒☐ ☒☒☒☒☒☒☒ ☐☒☒☒☒☒☐ ☐☐☒☒☒☐☐ ☐☐☐☒☐☐☐ Crochê de grampo O crochê de grampo é confeccionado usando a agulha de crochê para tecer em uma peça de metal ou madeira com o formato de U (ou formato de grampo de cabelo), o fio é envolto nas hastes da peça e então entre as hastes, com a agulha de crochê comum, criam-se amarrações com pontos básicos de crochê. Esse tipo de crochê permite criar tiras de renda que são posteriormente unidas para formar um tecido bastante leve. [ 21 ] Crochê irlandês No século XIX a Irlanda enfrentou a Grande Fome , e o trabalho de renda em crochê foi introduzido como uma forma de alívio [ 22 ] a produção da renda era uma maneira alternativa de ganhar dinheiro para asa trabalhadores irlandeses empobrecidas. [ 23 ] Homens, mulheres e crianças aderiram a uma cooperativa para fazer crochê e produzir produtos para ajudar, também começaram a surgir escolas para ensinar o crochê. Os professores foram treinados e enviados por toda a Irlanda para ensinar esse ofício. Quando os irlandeses imigraram para as Américas, eles levaram consigo o crochê. [ 24 ] A Mademe Riego da Blanchardiere é geralmente creditada como a inventora do Crochet Irlandês, publicando o primeiro livro de padrões em 1846. As rendas irlandesas se tornaram populares na Europa e na América e foram feitas em quantidade até a Primeira Guerra Mundial. [ 25 ] Crochê peruano O crochê peruano também conhecido como broomstick (cabo de vassoura) combina o uso de agulhas de crochê comum e uma agulha ou cilindro - tradicionalmente um cilindro de madeira como o cabo de vassouras ; a fundação do trabalho consiste em fazer correntes que então são passadas através do cilindro formando laços que depois são unidos formando o tecido. [ 21 ] Crochê tunisiano O crochê tunisiano também conhecido como crochê afegão é considerado uma mistura de crochê com o tricô , é confeccionado com uma agulha parecida com a agulha comum de crochê porém com o cabo comprido de modo a acomodar vários pontos para então serem trabalhados. [ 26 ] É sempre trabalhado da direita para a esquerda e praticamente todos os padrões começam com uma carreira de correntes, como no crochê e então de pontos básicos tunisianos que recolhem cada corrente na agulha. [ 27 ] O crochê tunisiano combina habilidades de crochê e tricô para criar pontos bastante texturizados, resultando em tecido densos e macios geralmente confundidos com tricô. [ 28 ] Foi uma forma de crochê popular durante a Era Vitoriana mas que acabou sendo esquecida no século XX. [ 29 ] | \| \| corrente (c.) É um nó corrediço feito em série, é um ponto básico usado para iniciar trabalhos tanto os lineares quanto os circulares \| \| \| ponto baixíssimo (p. bxmo.) É o ponto mais plano de todos e usado em várias situações como unir carreiras, voltar ou avançar um caminho além de servir para unir motivos \| \| \| ponto baixo (p.b.) É o ponto mais usado e a base para todos os outros pontos, é um ponto curto e compacto. Também representado por \| \| \| picô São três correntes formando uma alça como a do trabalho de frivolité \| \| \| meio ponto alto (m.p.a.) É um ponto mais largo e um pouco mais alto que o ponto baixo, permite criar um tecido denso mas não muito rígido \| \| \| ponto alto (p.a.) Usado geralmente sozinho e em combinações para criar padrões texturizadas, é mais alto que o meio ponto alto e permite criar um tecido leve \| \| \| ponto alto duplo (p.a.d.) É como o ponto alto porém por ser duplo é mais alto, usado em sequência permite criar um tecido leve \| \| \| ponto alto triplo (p.a.t.) É o ponto mais alto de todos, por criar um tecido bastante leve, é usado para criar rendas \| \| \| diminuição ou redução no ponto alto É a execução de um ponto alto em duas correntes \| \| \| aumento no ponto alto É a execução de dois pontos altos em uma corrente \| |

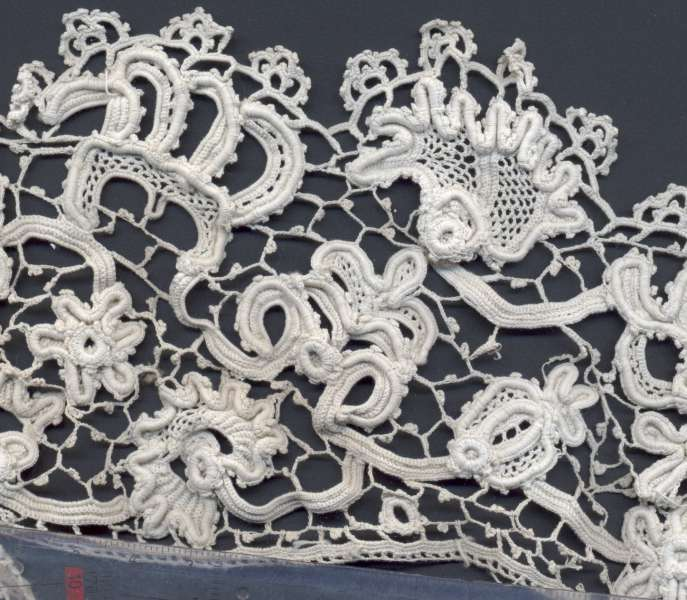
Renda de crochê irlandesa, final do século XIX. O design deste exemplo é estreitamente baseado no estilo Flamengo do século XVII.

| | corrente (c.) É um nó corrediço feito em série, é um ponto básico usado para iniciar trabalhos tanto os lineares quanto os circulares |
| | ponto baixíssimo (p. bxmo.) É o ponto mais plano de todos e usado em várias situações como unir carreiras, voltar ou avançar um caminho além de servir para unir motivos |
| | ponto baixo (p.b.) É o ponto mais usado e a base para todos os outros pontos, é um ponto curto e compacto. Também representado por |
| | picô São três correntes formando uma alça como a do trabalho de frivolité |
| | meio ponto alto (m.p.a.) É um ponto mais largo e um pouco mais alto que o ponto baixo, permite criar um tecido denso mas não muito rígido |
| | ponto alto (p.a.) Usado geralmente sozinho e em combinações para criar padrões texturizadas, é mais alto que o meio ponto alto e permite criar um tecido leve |
| | ponto alto duplo (p.a.d.) É como o ponto alto porém por ser duplo é mais alto, usado em sequência permite criar um tecido leve |
| | ponto alto triplo (p.a.t.) É o ponto mais alto de todos, por criar um tecido bastante leve, é usado para criar rendas |
| | diminuição ou redução no ponto alto É a execução de um ponto alto em duas correntes |
| | aumento no ponto alto É a execução de dois pontos altos em uma corrente |

## Processo de produção
- Amostra, serve para calcular o número de pontos e a quantidade de material necessários para um trabalho que requer um tamanho específico[31]
- Gráfico, é a representação gráfica de um motivo, padrão ou peça de crochê
- Motivos, são os desenhos como flores, folhas etc geralmente confeccionados em separado e depois unidos como no crochê irlandês[32]
- Padrões, a textura ou relevo repetitivo do tecido de crochê, como xadrezes, listras, conchas etc, obtido com a combinação de pontos
- Receita, é a descrição textual de uma trabalho em crochê

O artesanato em crochê geralmente se inicia após uma sequência de pontos chamados de ponto corrente que são contados, o número de pontos podem ser números definidos, números pares ou ímpares ou números múltiplos de números específicos para assim obter o motivo, padrão ou da peça acabada. Durante a confecção é possível fazer aumentos e diminuições de modo a moldar o formato do trabalho.
As peças circulares, como toalhas redondas, cestos, chapéus, são iniciadas a partir do centro evoluindo para fora e então para cima se quiser formar um tubo; já a peça inicialmente tubular é trabalhada sobre uma sequência de correntes unidas no final, formando um círculo e então trabalhadas de baixo para cima, formando assim o tubo, em ambos os tipos de peça, circular ou tubular, o trabalho é confeccionado somente do lado direito do tecido de crochê.
As peças lineares, como faixas e barrados, são trabalhadas a partir das sequência de correntes e então ao fim da carreira o trabalho é virado para o lado do avesso, o trabalho linear possui carreiras alternadas de direito e avesso. esse trabalho evolui de baixo para cima, é iniciado pela parte de baixo.
O tricô pode ser realizado à máquina, enquanto muitos pontos de crochê só podem ser criados à mão. A altura do ponto tricô é diferente: um único ponto de crochê é duas vezes a altura de um ponto tricô, no mesmo tamanho de fio e ferramentas de diâmetro comparável, e um ponto alto duplo de crochê é cerca de quatro vezes a altura de um ponto tricô.
Cada pessoa executa o trabalho manual de forma diferente, no crochê isso pode significar a variação da tensão, pontos mais juntos ou mais espaçados, em ambos os casos resultado em peças de tamanhos variados, muito grandes ou muito pequenas, mesmo que usando as mesmas agulhas e fios, essa variação na execução de trabalhos que precisem de um tamanho final específico pode ser resolvida com a confecção de amostras antes de se iniciar o trabalho final. A amostra é um importante auxiliar na confecção de um trabalho de crochê que precise ter um tamanho definido, como peças de vestuário, capas para estofados etc, a amostra permite saber o número de pontos (largura) e carreiras (altura) por centímetros (ou outra medida) em um padrão de crochê. Se a amostra não corresponder às medidas que acompanham o gráfico ou receita, o trabalho pode ficar pequeno ou grande demais para sua finalidade. A amostra é geralmente um quadrado pequeno com o padrão que quer reproduzir no trabalho.

## Materiais
São necessárias poucas ferramentas para execução do crochê, obviamente existem vários aparelhos e dispositivos que podem facilitar o trabalho, mas o básico listado a seguir é suficiente para a execução da maioria dos trabalhos:

### Agulhas
As agulhas de crochê são bastões curtos com um gancho na ponta para ser possível puxar o fio, podem ser de metal como aço, alumínio, ferro, ferro revestido, de madeira, bambu, plástico e outros materiais sintéticos, têm de 13 a 15 centímetros de comprimento e podem ter um cabo revestido de madeira ou borracha para facilitar o manuseio. Há agulhas de diferentes espessuras identificadas através de letras, números ou milímetros (mm). A espessura da agulha de crochê é determinado pelo fio, pelo tamanho que o trabalho deve ter no final e pelo tipo de padrão de pontos. As linhas e lãs para crochê ou tricô geralmente trazem a especificação da espessura ou número da agulha a ser usado.
As agulhas mais finas são usadas com fios bastante finos e geralmente são feitas de aço. As agulhas mais grossa geralmente são feitas de alumínio, plástico ou bambu, não há um material melhor do que outro, os materiais são apenas diferentes.
O crochê tunisiano precisa de agulhas parecidas com as de crochê convencional mas cujo cabo é longo como de uma agulha de tricô e também podem ter o gancho em ambas as extremidades.

### Fios e linhas
Qualquer fio pode ser usado para fazer crochê, os fios podem ser naturais, sintéticos ou uma mistura de ambos; os fios naturais são os derivados de animais (a lã, o mohair, alpaca e angorá) ou de plantas (algodão,cânhamo, linho, seda de soja, seda de milho ou bambu); os fios sintético são raiom, nylon, fios de acrílico ou poliéster e frequentemente sã combinados com fios naturais para melhor sua textura; cada fibra tem suas características que podem ser mudadas pelo fabricantes para assim conseguirem diferentes aspectos, por exemplo, o fio pode ser densificado, lustrado, penteado etc.

O plarn (de plastic yarn, fio de plástico) é um fio criado a partir de sacos e sacolas plásticas, manualmente cortadas em tiras e emendadas para formar um fio contínuo, nos EUA, o material ganhou popularidade para se fazer colchonetes de crochê para desabrigados, o material é acessível, durável e impermeável.

## Crochê e inclusão social no Brasil
O Instituto Proeza, no Distrito Federal, utiliza o crochê para capacitar mulheres em situação de vulnerabilidade. Em 2022, sua sede foi revestida com peças de crochê feitas por 108 artesãs, tornando-se um marco cultural. Esse trabalho foi exibido em diversos eventos nacionais e internacionais.